# دبالا
دالابا ( نكو : ߘߟߊ߬ߓߊ߫) هي بلدة ومحافظة فرعية في محافظة دالابا التابعة لإقليم مامو في غينيا.
كانت مرة موطنًا لمصحة ‏، وميريام ماكيبا، التي زارت المدينة في عام 1988، عندما جاءت لرؤية ابنة أخيها، انتومبي ماكيبا، الذي عاش في منزل مريام (وهو مبنى مستدير يعود تاريخه إلى الفترة الاستعمارية الفرنسية، ولكن باستخدام نفس شكل المنازل التقليدية في المنطقة) لعدد من السنوات في الثمانينيات. تشتهر المدينة أيضًا بالفراولة ‏ المحلية. مدينة دالابا هي أعلى مدينة (في الارتفاع) في غينيا. تبعد حوالي 200 كم جوًا من العاصمة كوناكري وحوالي 280 كم عن طريق البر. سكان دالابا في الغالب من الشعب الفولاني
يوم السوق في دالابا هو الأحد.

## المناخ
مثل بقية منطقة فوتا جالون التي هي جزء منها، فإن مناخ دالابا معتدل بسبب الارتفاع. كانت منطقة تقاعد شعبية للفرنسيين خلال الفترة الاستعمارية إلى حد كبير لهذا السبب.  يقال محليًا أنه كان هناك تساقط للثلوج في دالابا مرة واحدة في الثلاثينيات.

## التاريخ
جرب عالم النبات الفرنسي أوغست شوفالييه زراعة بعض أنواع الصنوبر في محيط دالابا في أوائل القرن العشرين. كانت تلك المنطقة تُعرف باسم مشتل شوفالييه، ولكنها تسمى الآن حديقة باري غاسيمو.